# Eggenfelden
Eggenfelden là một town ở Rottal-Inn district, bang Bayern, Đức. Đô thị này tọa lạc bên sông Rott, 55 km về phía nam của Straubing và 55 km về phía tây nam của Passau.

## =Tham khảo
1. ↑   Genesis Online-Datenbank des Bayerischen Landesamtes für Statistik Tabelle 12411-001 Fortschreibung des Bevölkerungsstandes: Gemeinden, Stichtage (letzten 6) (Einwohnerzahlen auf Grundlage des Zensus 2011) (Hilfe dazu).